# Rubiksantyna
Rubiksantyna (E161d) – organiczny związek chemiczny z grupy ksantofili (podgrupa karotenoidów). Naturalny, żółtopomarańczowy lub pomarańczowoczerwony barwnik spożywczy. Do celów produkcyjnych uzyskuje się go z płatków roślin z rodziny różówatych. Chociaż początkowo sądzono, że barwnik jest specyficzny dla rodzaju Rosa to kolejne badania wykazały jego obecność także u innych roślin. Poza płatkami kwiatów, rubiksantyna może występować także w owocach, co potwierdzono u goździkowca jednokwiatowego, którego owoce są spożywane w Ameryce Łacińskiej. Barwnik wykryto również u bakterii Staphylococcus aureus.
Dopuszczalne dzienne spożycie wynosi 5 mg/kg masy ciała.